# 산란 진폭
물리학에서 산란 진폭(散亂振幅, scattering amplitude)은 파동이 무언가에 부딪쳐 산란하는 진폭이다.

## 정의
구면 좌표계 {\displaystyle (r,\theta ,\phi )}를 쓰자.
편의상 복소 파동 {\displaystyle \psi }를 생각하자. 양자역학의 파동 함수가 이에 해당한다. 진폭이 {\displaystyle A}이고, 파수 벡터가 {\displaystyle \mathbf {k} }이고, 각진동수 {\displaystyle \omega }를 가진 평면파는 다음과 같다.
{\displaystyle \psi (\mathbf {r} ,t)=A\exp(i\mathbf {k} \cdot \mathbf {r} -i\omega t)}.
이 평면파가 원점에 위치해 있는 국소적인 퍼텐셜을 만나 산란된다고 하자. 그렇다면 퍼텐셜에서 먼 곳에는 산란된 파동은 일반적으로 구면파의 모양이다. 따라서 총 파동은 다음과 같은 꼴이다.
{\displaystyle \psi (\mathbf {r} ,t)=A\left(\exp(i\mathbf {k} \cdot \mathbf {r} -i\omega t)+f(\theta ,\phi ){\frac {\exp(i\mathbf {k} \cdot \mathbf {r} -i\omega t)}{r}}\right)}.
여기서 {\displaystyle f(\theta ,\phi )}를 산란 진폭이라고 한다.
음파나 파도와 같은 실수 값을 가진 파동일 경우에는 식은 다음과 같다.
{\displaystyle \psi (\mathbf {r} ,t)=A\left(\cos(\mathbf {k} \cdot \mathbf {r} -\omega t)+f(\theta ,\phi ){\frac {\cos(\mathbf {k} \cdot \mathbf {r} -\omega t)}{r}}\right)}.

## 같이 보기
- 산란 행렬